# Dromone

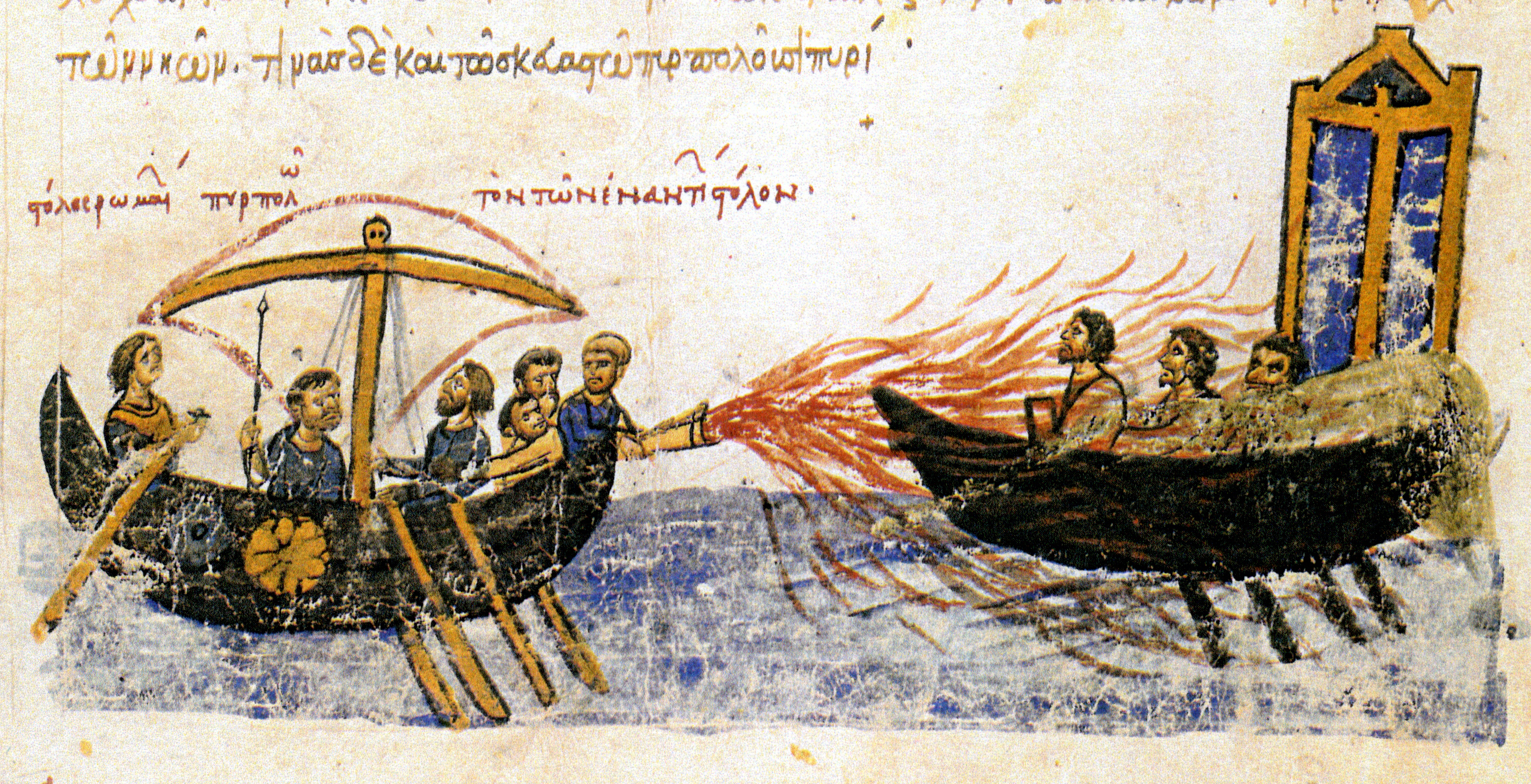
Dromone mit Griechischem Feuer (12. Jh.)

Die Dromone (altgriechisch δρόμων ‚Läufer‘) war ein Kriegsschiff der byzantinischen Marine des 6. bis 12. Jahrhunderts.
Das Schiff basiert mit etwa gleichen Abmessungen auf der griechischen Triere. Im Gegensatz zu dieser hatte man zwei Ruderreihen übereinander und erreichte damit nicht die Höchstgeschwindigkeit des griechischen Schiffes mit drei Ebenen. Das Schiff mit 100 Riemen und je fünfzig Ruderern, in zwei Ebenen auf jeder Seite, konnte im Gegensatz zur griechischen Triere auch von ungeübten Ruderern bewegt werden. Zur Unterstützung bei längeren Anfahrten wurden Segel verwendet. 
Im 10. Jahrhundert verfügte die Dromone über ein Deckkastell und eine bis zu 300 Mann starke Besatzung, war bis zu 50 m lang und 5,5 m breit. Im Gefecht konnte das Schiff eine Geschwindigkeit von etwa 7 Knoten (etwa 13 km/h) erreichen, die Bauweise erforderte jedoch vermutlich günstige Wetterbedingungen.
Die Hauptbewaffnung der Dromone bestand aus einem kleinen Rammsporn sowie mittels Katapulten verschossenem oder aus Siphonen versprühtem Griechischem Feuer, welches erstmals bei der Belagerung von Konstantinopel (674–678) eingesetzt wurde. 
Die Dromone wurde auch zusammen mit der kleineren Pamphile eingesetzt, die im 9. Jahrhundert in die byzantinische Flotte eingeführt wurde.